# Трибомеханіка
Трибомеханіка (рос. трибомеханика, англ. tribomechanics, нім. Tribo-Mechanik f) — розділ трибології, що вивчає механіку взаємодії контактуючих поверхонь при терті. Вона розглядає закони розсіювання енергії, імпульсу, а також механічну подібність, релаксаційні коливання при терті, реверсивне тертя, рівняння гідродинаміки та інш. стосовно завдань тертя, зношування поверхонь і мастила.